# Citroenzanger
De citroenzanger (Protonotaria citrea) is een kleine zangvogel van de familie van de Amerikaanse zangers.

## Kenmerken
De vogels hebben een olijfkleurige rug met grijsblauwe vleugels en staart, gele onderkant, en een relatief lange puntige bek en zwarte poten. De volwassen mannetjes hebben een helder oranje-gele kop; vrouwtjes en jongeren zijn saaier van kleur en hebben een gele kop.

## Voortplanting
Het mannetje bouwt vaak niet afgemaakte nesten in zijn territorium; het vrouwtje bouwt het echte nest.

## Verspreiding en leefgebied
De vogel leeft in de loofboommoerassen van zuidelijk Canada en het oosten van de Verenigde Staten. De vogels trekken in de winter naar het Caribisch Gebied, Centraal-Amerika en het noorden van Zuid-Amerika.